# Kapitaalgoed
Een kapitaalgoed is een goed waarmee ondernemers hun onderneming kunnen voeren. Bijvoorbeeld een hijskraan voor een bouwonderneming, een vrachtauto voor een transportbedrijf of een broodbakmachine voor een bakkerij. De kapitaalgoederen maken een belangrijk deel uit van het kapitaal. Liquide middelen (kas, bank) maken geen deel uit van de kapitaalgoederen, maar wel van het kapitaal.
De term kapitaalgoed impliceert, dat er langdurig vermogen (kapitaal) nodig is om deze investering te financieren. Het begrip wordt vooral in de economische studie aangewend, ter onderscheid van consumptiegoederen.